# 밤기차
《밤기차》는 1990년 4월 14일에 KBS 1TV에서 방영된 특집 드라마이다. 제1회 KBS 단막극 공모 당선작을 원작으로 하여 제작되었으며 KBS 방송제작단 창립 1주년을 기념하여 방영되었다. 충무로 영화가에서 활동하다가 실패한 영화인들의 인생을 주제로 했다.

## 출연진
- 박근형
- 이호재
- 김청
- 양미경
- 김기일
- 김희라
- 이정웅
- 조철남
- 백찬기
- 오기환
- 안광진
- 황민
- 유명순
- 유병준
- 박현정
- 이필수
- 권오현
- 최건호